# Río Yapacaní
El río Yapacaní es un río amazónico boliviano, un afluente del río Grande, que forma parte del curso alto del río Mamoré. El río discurre por el departamento de Santa Cruz. Tiene una longitud total de 335 km y drena una cuenca de 8660 km².

## Geografía
El río Yapacaní se origina en las formaciones subandinas del parque nacional Amboró y recibe aguas de numerosos ríos y arroyos tributarios. Se considera que nace como tal de la confluencia del río Alturas del Yapacaní y del río Surutú (17°24′35″S 63°50′33″O / -17.40972, -63.84250). Desde este punto el río discurre en  dirección noroeste hasta su desembocadura en el río Grande (15°58′25″S 64°31′00″O / -15.97361, -64.51667).
El río constituye el límite entre los municipios de San Juan y Yapacaní, en la provincia de Ichilo (departamento de Santa Cruz).
En periodos de crecida es muy peligroso. En la actualidad, la localidad La Chancadora (número tres), que está ubicada aguas arriba, está amenazada por los continuos desbordes del río, al igual que la misma población de Villa Yapacaní. 
En el año 2005 comenzaron las obras para el encauzamiento del río Yapacaní-Surutú.
El río Yapacaní tiene una importancia económica relevante, debido al potencial pesquero de algunas especies comercializables que se dan en sus aguas, como el pacú, surubí y el sábalo. 
Las riberas del río han sido deforestadas con fines agrícolas, lo cual ha sido denunciado por algunas organizaciones defensoras del medio ambiente.